# Гранд-Сентрал-Стейшн
Гранд-Сентрал-Стейшн, або Велика центральна станція (англ. Grand Central Terminal) — історичний залізничний вокзал у Мангеттенському Мідтауні в місті Нью-Йорк. Вокзал є найбільшим у світі за кількістю  залізничних платформ (44 платформи та 67 колій).

## Історія

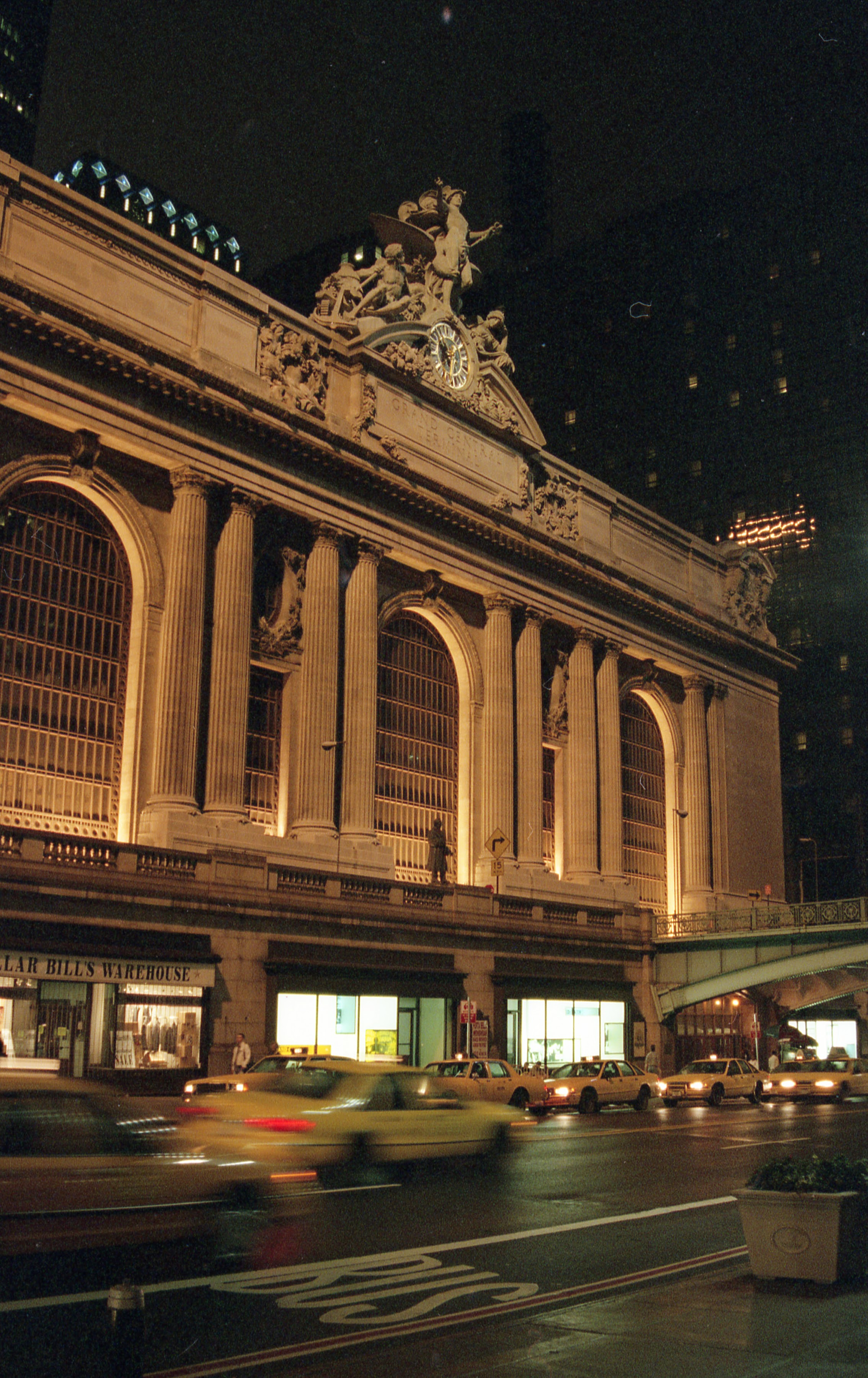
Фасад вокзалу, стиль боз-ар

Перший вокзал відкритий у 1871 році, який згодом був знесений. У 1913 році відбудований й відкритий для пасажирів. Славнозвісна будівля витримана у стилі боз-ар (фр. Beaux-Arts), яка визначається своїми масивними мармуровими сходами, 22,9-метровими вікнами та стелею, вкритою зірками.

### 1940-ві
Готелі, офіси та хмарочоси невдовзі розкинулись навколо нового терміналу, серед яких — Крайслер Білдінг. Навколишній район розбудовувався зі зростанням Гранд-Сентрал-Стейшн на найзалюдненіший вокзал США.
У 1947 році приблизно 65 млн пасажирів — еквівалент 40 % населення США — скористувалися пасажирськими перевезеннями через вокзал Гранд-Сентрал-Стейшн.

### 1950-1970-ті
У 1950 році настав кінець подоланню найдовших відстаней та подорожуванню поїздами: люди надали перевагу автомобілям та літакам.
З розширенням площі Мангеттену та хвилею масових будівництва, закупки та пожвавлення на ринку цінності нерухомого майна, відповідно — падіння популярності та зниження прибутковості залізниць зайшла мова про знесення вокзалу Гранд-Сентрал-Терміналу та будівництво на його місці великого офісного центру. У  1967 році влада Нью-Йорка прийняла Комісію Збереження, щоб внести вокзал Гранд-Сентрал-Стейшн до списку об'єктів, які захищені законом, а плани знесення тимчасово відтерміновано.

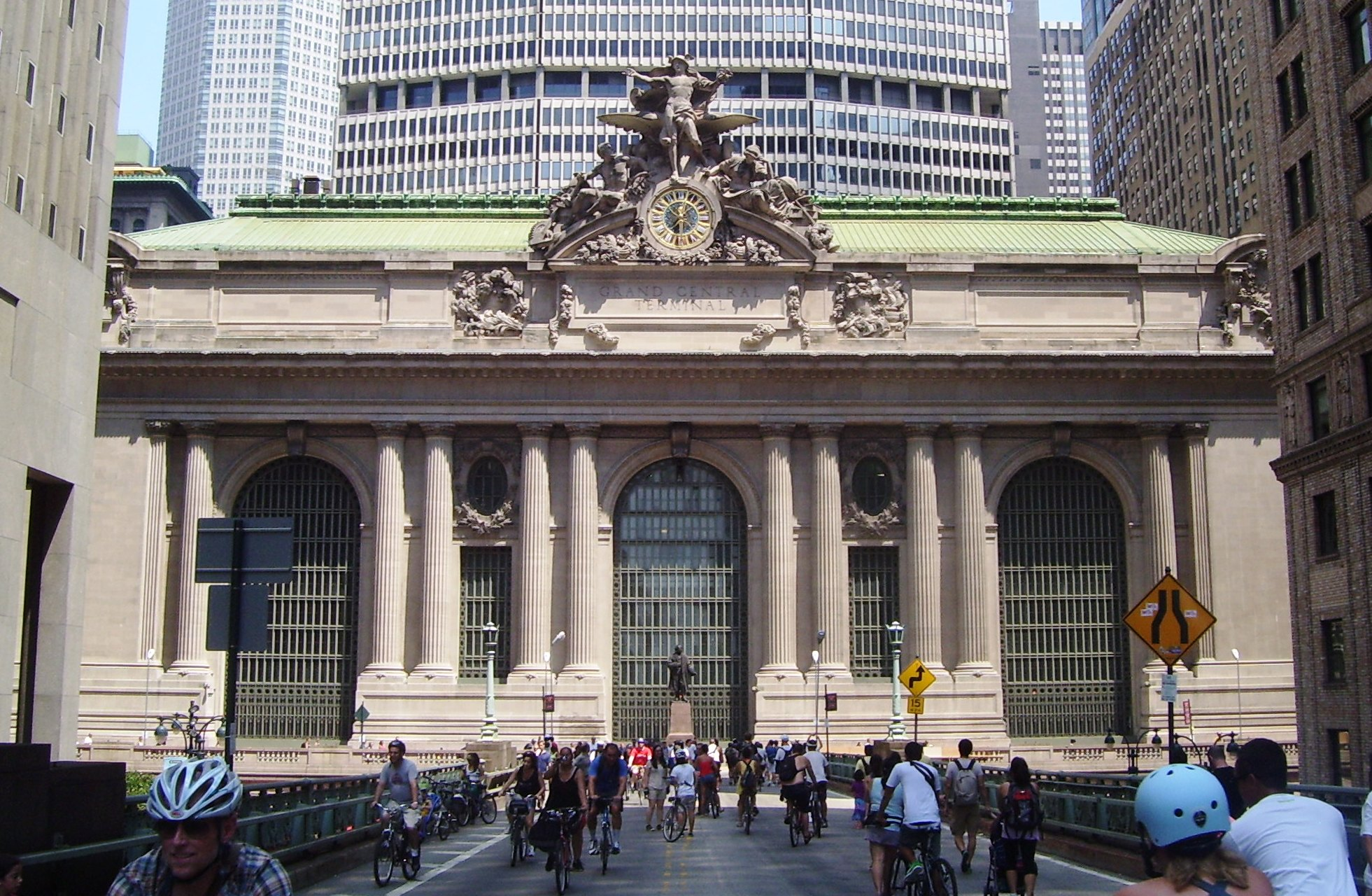

Проте Центральна залізниця, що володіла Гранд-Сентрал-Стейшн, не захотіла приймати негативну відповідь. Вона запропонувала будівництво 55-поверхового хмарочоса нагорі Гранд-Сентрал-Стейшн, яке б означало знищення частини термінала. Комісія Збереження суперечила проєкту, тому Центральна залізниця подала судовий позов на суму $8 млн проти влади Нью-Йорку. Судова тяганина тривала впродовж майже десяти років. Завдяки зацікавленим громадянам та місцевим лідерам, включаючи Жаклін Кеннеді, плани розробника були скасовані.

### 1990-ті— понині

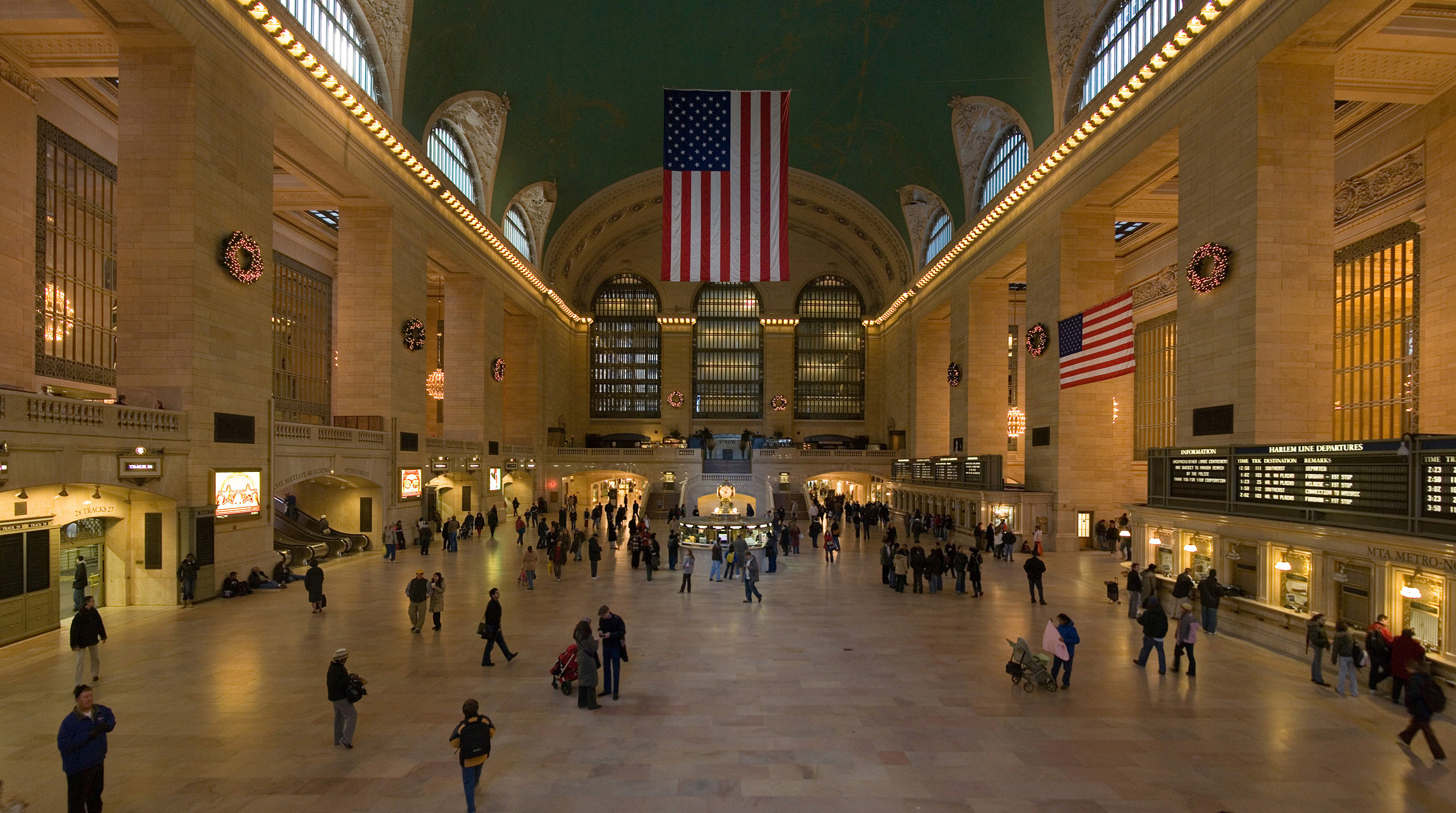
Центральний зал Гранд-Сентрал-Стейшн

У 1994 році Метро-Північ взяла під контроль функціювання Гранд-Сентрал-Стейшн та почала масштабну реставрацію. Нині Гранд-Сентрал-Стейшн став популярним визначним місцем Нью-Йорку, він продовжує бути діючою залізничною станцією, має п'ять ресторанів, барів та понад 50 крамниць.

## Цікаві факти
- Зображення знаків зодіаку на стелі приблизно відповідає середземноморському небу взимку. Загальний порядок знаків інвертований відносно лінії південь-північ. Одне з популярних пояснень цього — використання середньовічного принципу малювання неба, як воно б виглядало «з іншого боку», тобто з позиції божественної істоти. Проти цієї версії каже той факт, що не всі зображення на стелі інвертовані однаково. Скоріш за все художники припустилися помилки.
- Наприкінці 1990-х років, під час реконструкції, стеля була приведена до сучасного вигляду, до того її покривав майже чорний непроглядний шар, що на 70 % складався з нікотину та смоли від паління очікуючих поїздів пасажирів. Нині маленький клаптик стелі над стейкгаузом Майкла Джордана зберіг цей стан і є своєрідною антитютюновою рекламою.
- Близько сузір'я Риб на стелі можна побачити маленький круглий отвір, який був створений спеціально для американської ракети «Redstone», що була представлена у приміщенні вокзалу у 1957 році. Так після запуску Радянським Союзом супутника американська влада намагалася підвищити віру населення у свої військову потугу.

## Галерея

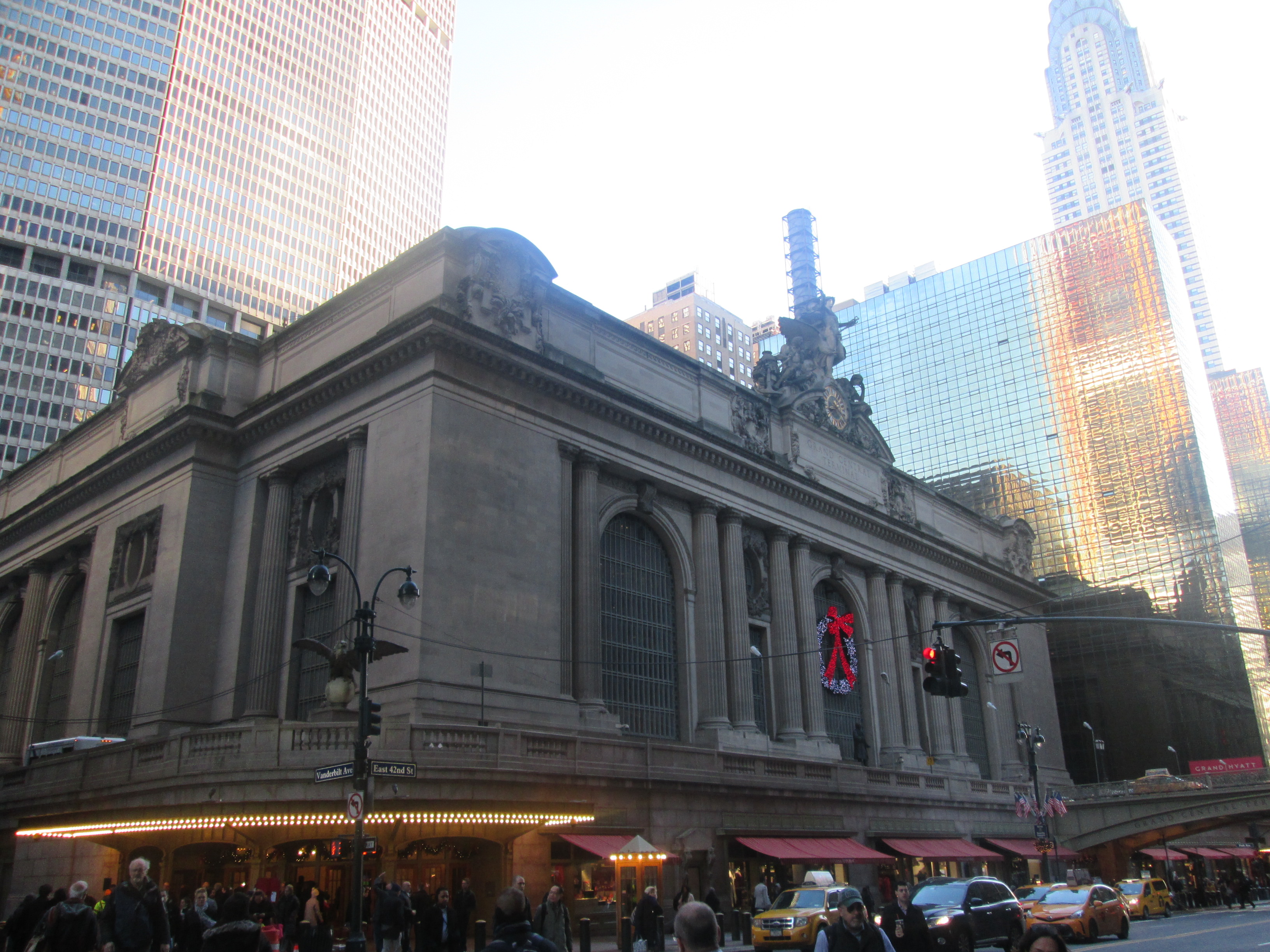
Вокзал (2018)
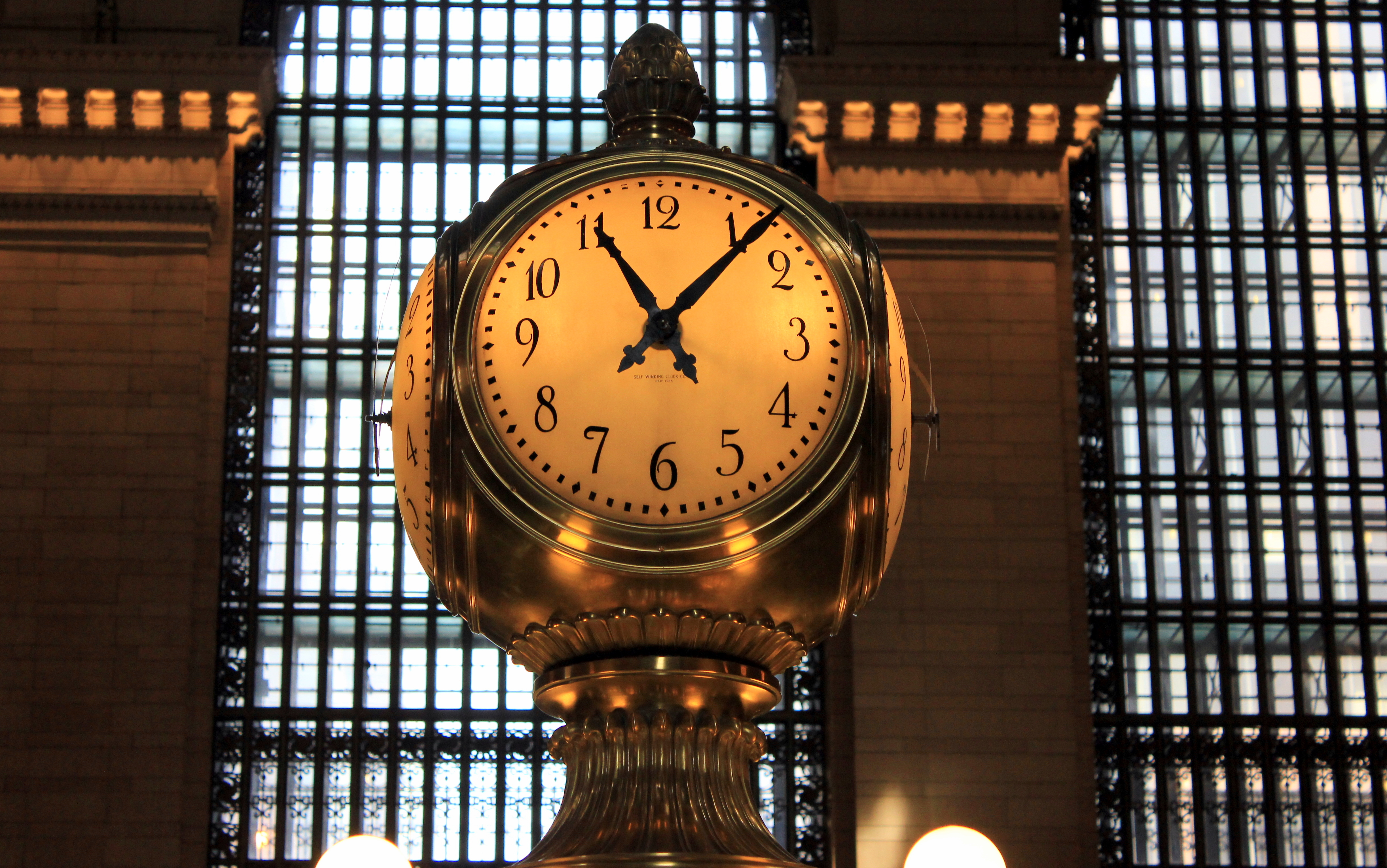
Годинник на центральному вокзалі Нью-Йорка
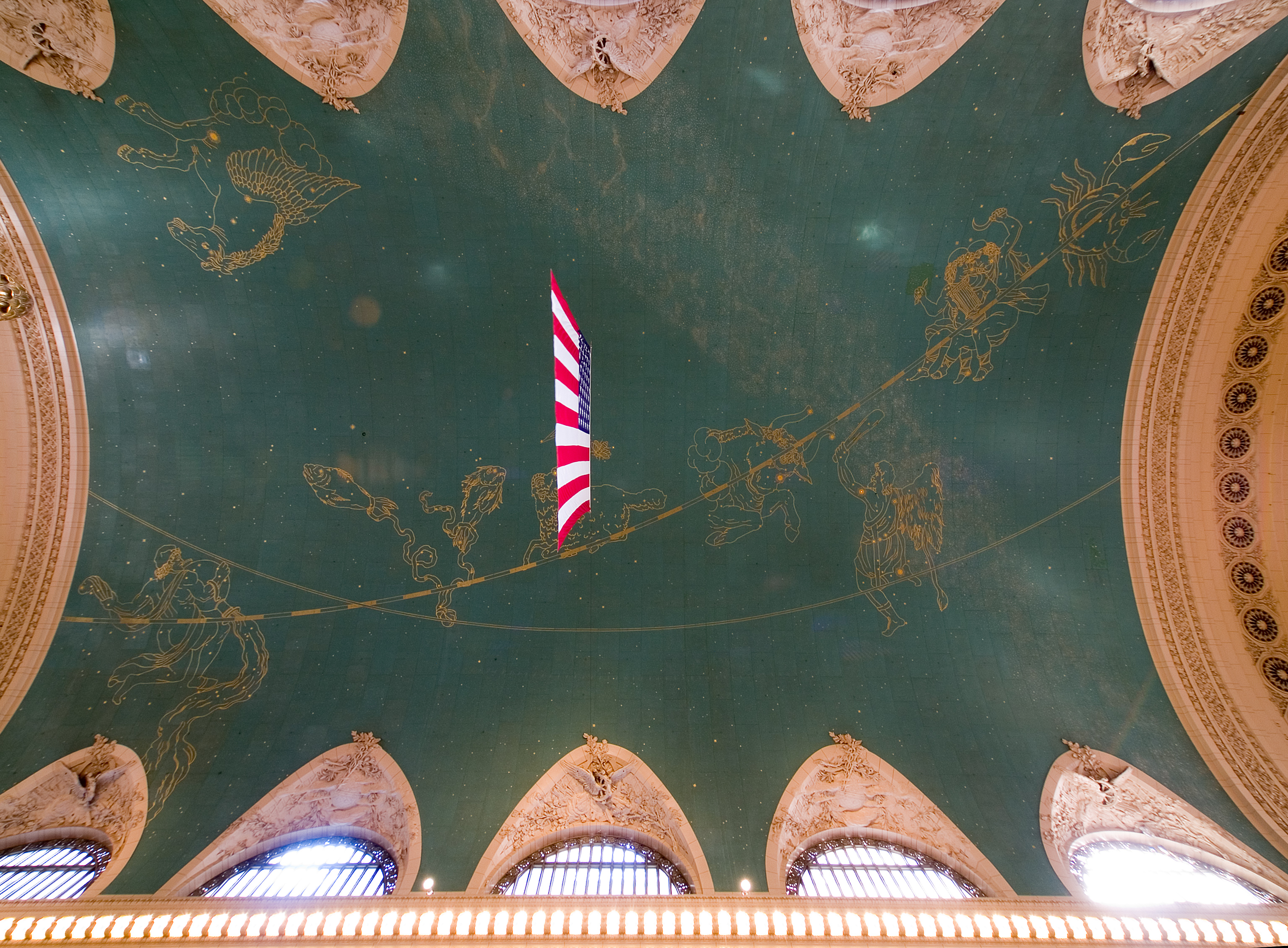
Плафон центрального залу за малюнками Поля Елльо — мотив Чумацького Шляху (1912)
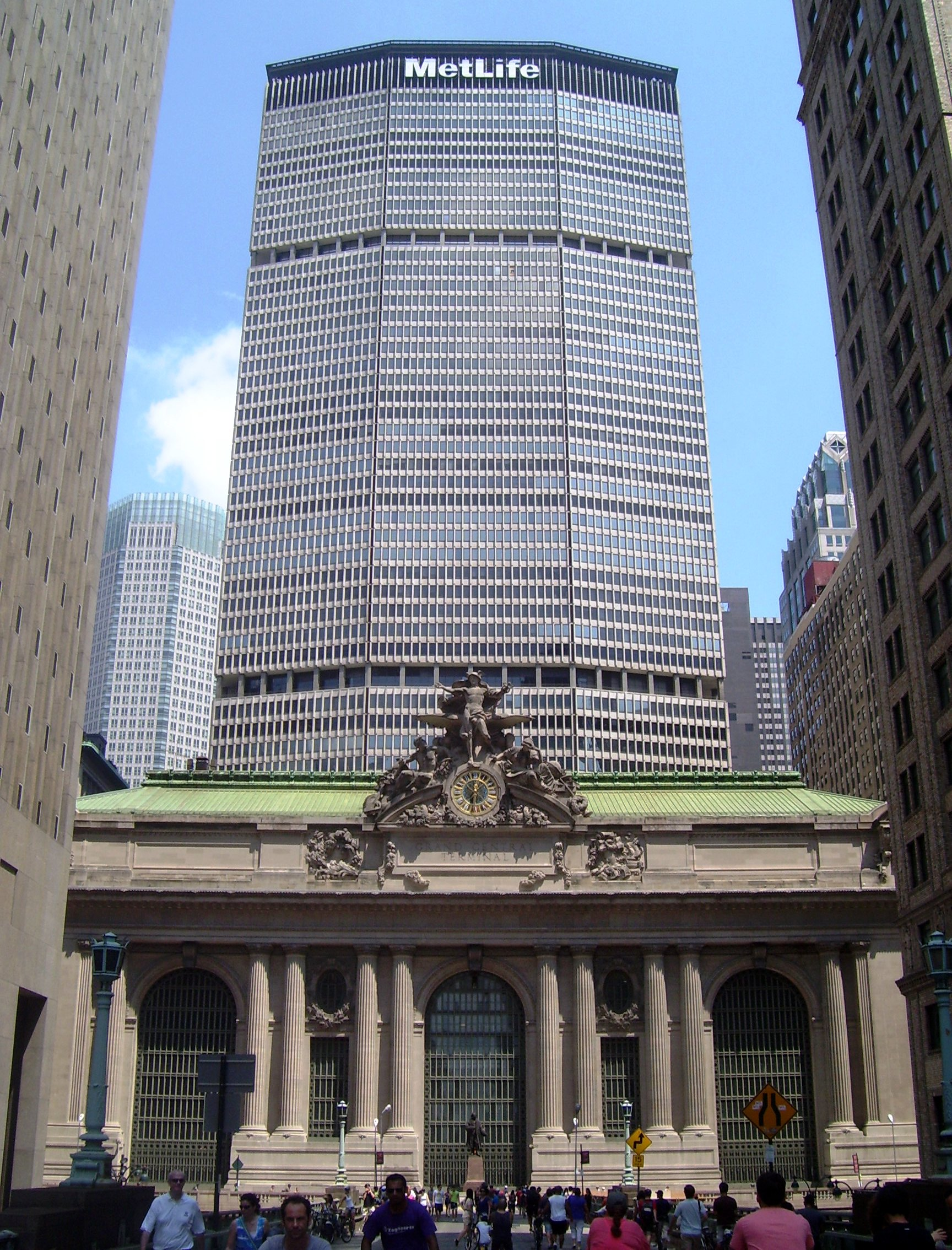
Вокзал на фоні хмарочоса MetLife
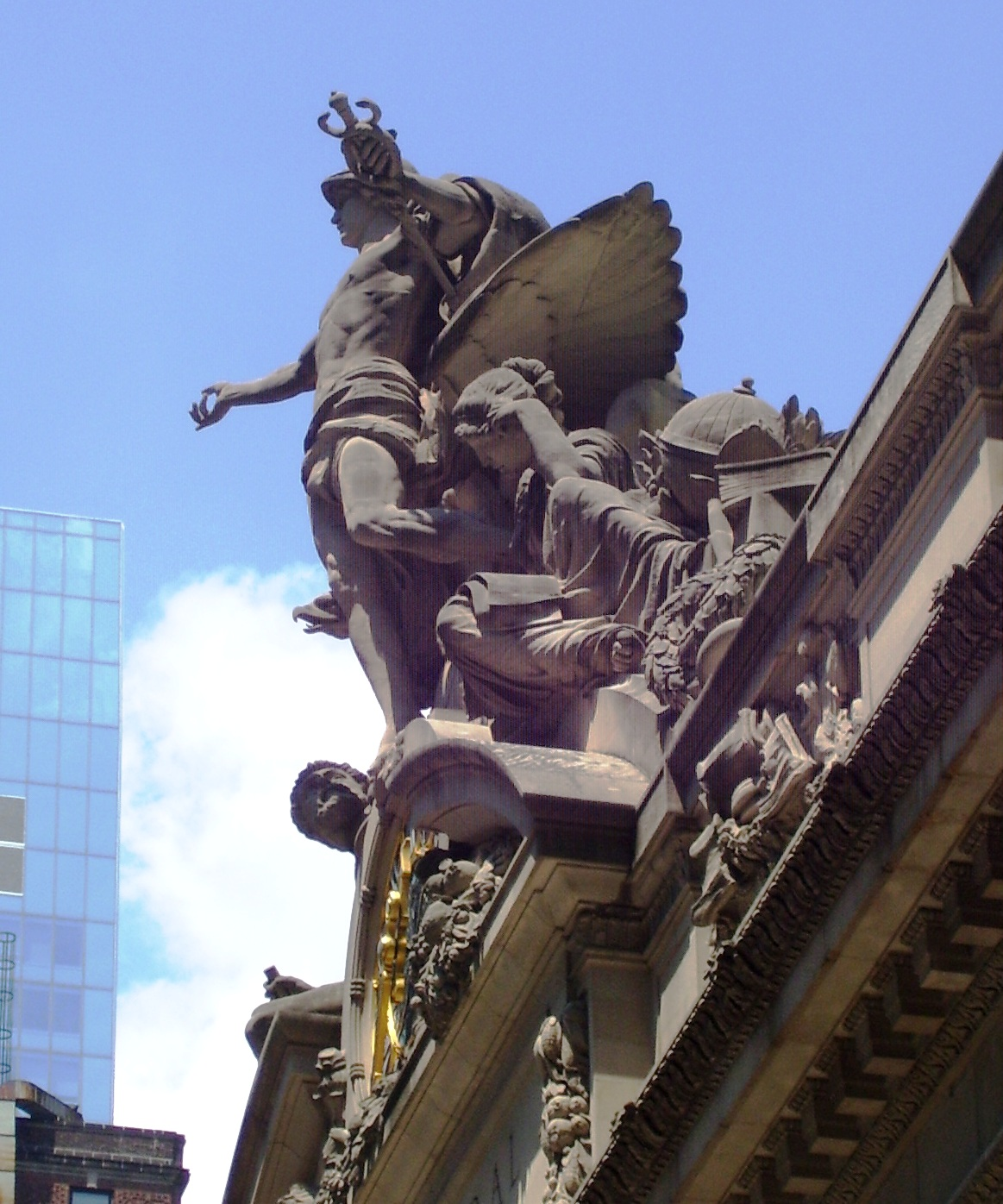
Скульптурна група над годинником на фасаді вокзалу
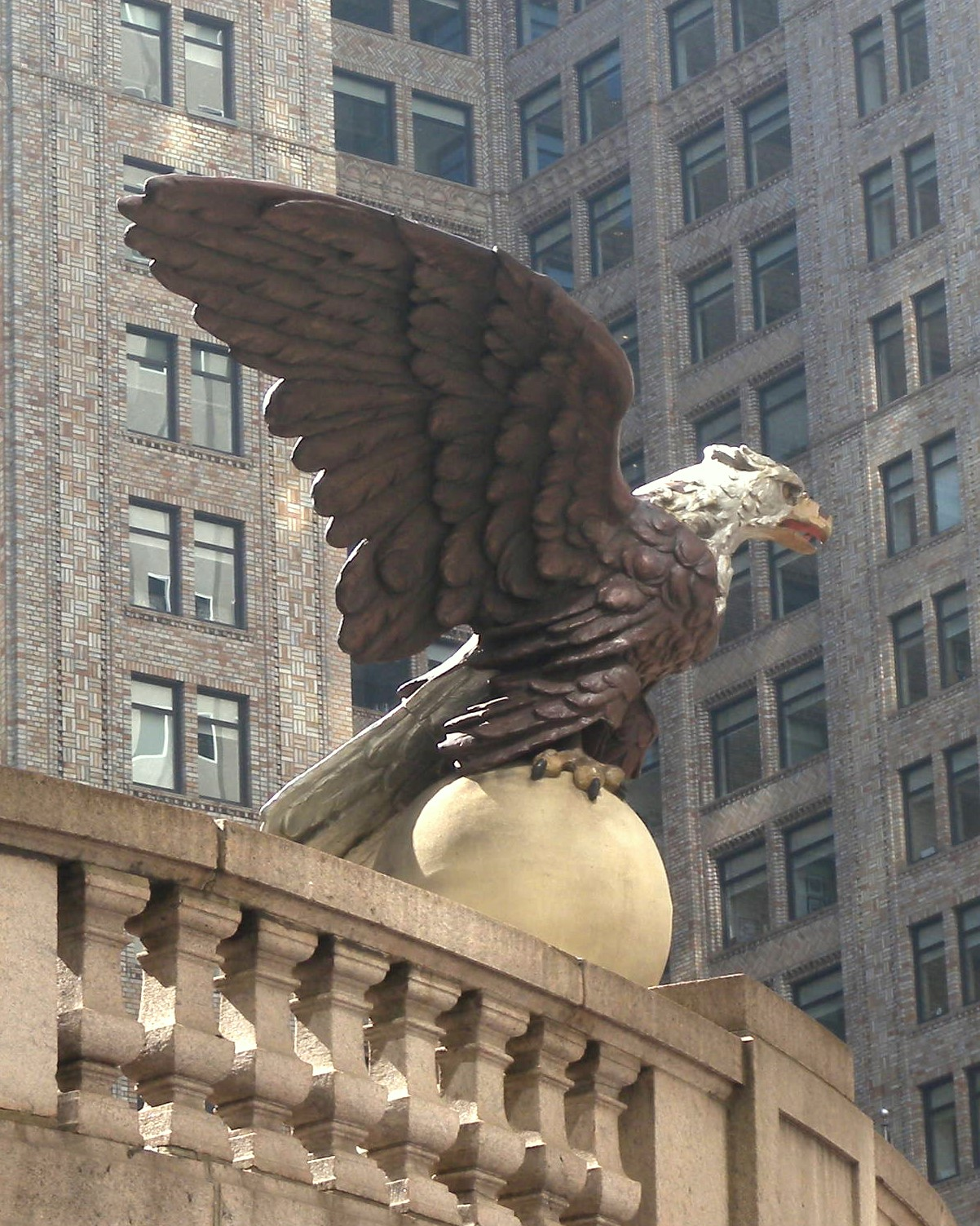
Скульптура орлану білоголового
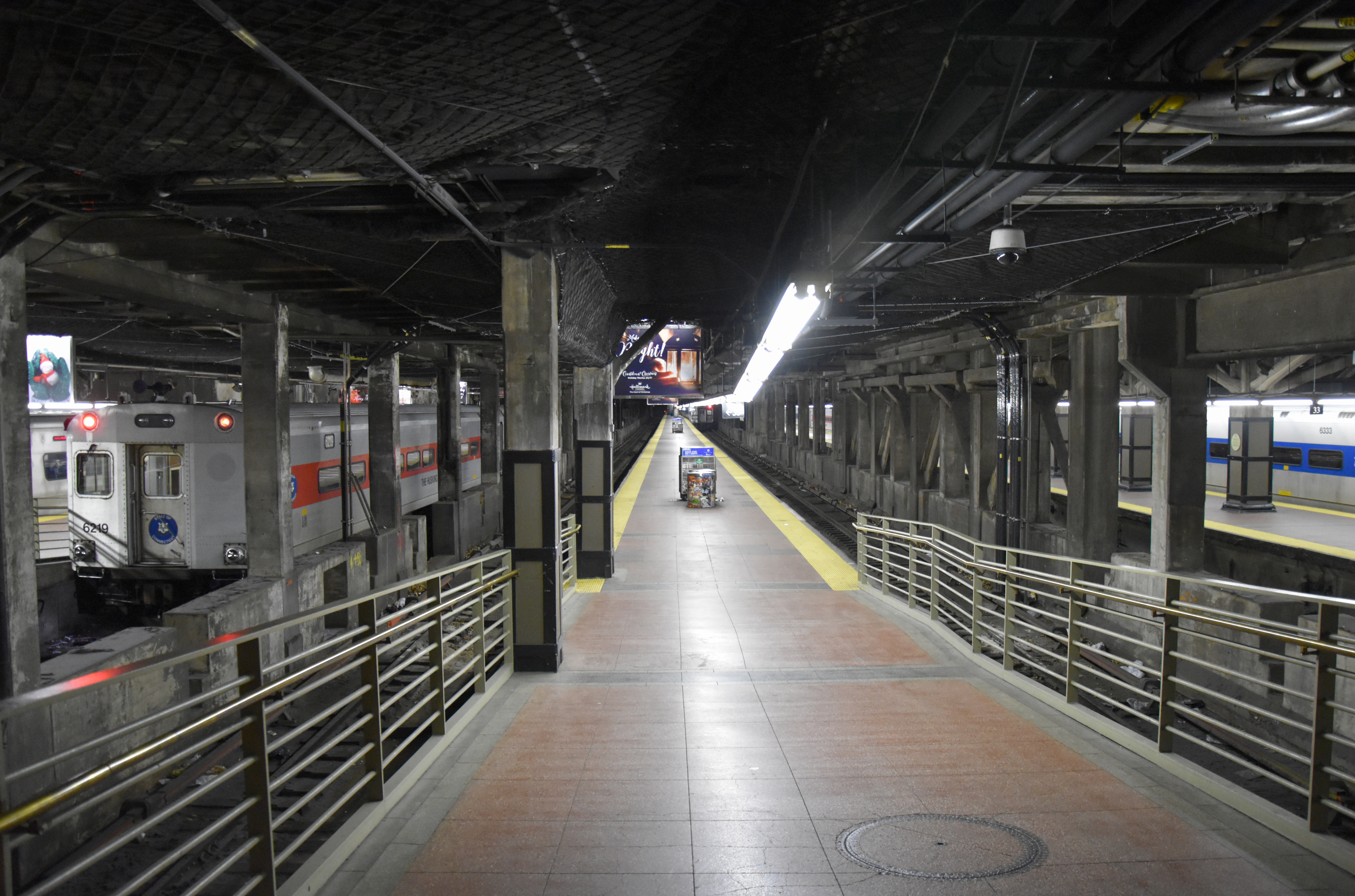
Платформи станції

## Панорама

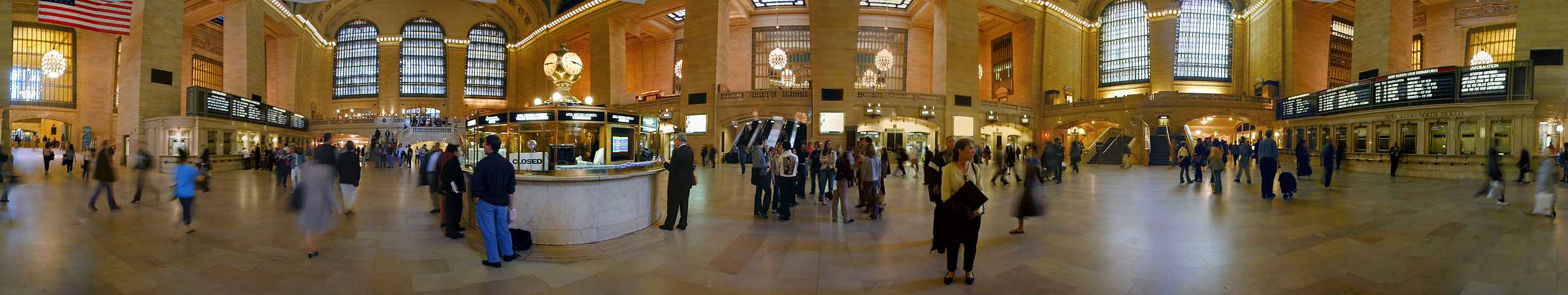
Пасажирський зал Гранд-Сентрал-Стейшн